# Spencer Tracy
Spencer Bonaventure Tracy (Milwaukee (Wisconsin), 5 april 1900 – Beverly Hills (Californië), 10 juni 1967) was een Amerikaanse acteur.

## Loopbaan
Tracy, geboren in Milwaukee, was de zoon van vrachtwagenverkoper John Edward Tracy en Caroline Brown. Na de middelbare school zat Tracy op het Ripon College waar hij in een theaterstuk speelde: The Truth. In de jaren '20 volgde hij, via een studietoelage, de opleiding van de Academy of Dramatic Arts in New York. In zijn vrije tijd trad hij op in clubs en zo kreeg hij onder meer een rol in het stuk The Last Mile op Broadway. Terwijl hij in dit stuk speelde, werd hij ontdekt door regisseur John Ford. Dat was in 1930. Niet veel later was hij ook in films te zien. In 1935 werd hij aangenomen bij MGM en kreeg in 1937 en 1938 twee keer op een rij een Academy Award voor Beste Acteur voor zijn rol in de films Captains Courageous (1937) en Boys Town (1938).
Al in 1923 trouwde hij met Louise Treadwell en ze kregen twee kinderen: John en Louise. De echtgenoten vervreemdden van elkaar maar scheidden nooit. Sinds 1941 (en dit tot zijn dood) had Tracy een relatie met actrice Katharine Hepburn.
In 1967 stierf Tracy aan een hartaanval.